# 羊鑒
羊鑒（？年—？年），字景期，太山人。曾任東晉東陽太守、征虜將軍、征討都督。

## 生平
太興二年（公元319年），徐龛寇掠濟水、泰山之間，攻破東莞。晉元帝向王導詢問將帥中有誰能夠征討徐龕，王導認為太子左衛率泰山人羊鑑，是徐龕州里的顯貴豪族，必能制服徐龕。羊鑑推辭，認為自己不是將帥之才；郗鑒也上表認為羊鑑不是將帥之才，不能委派，王導不聽。秋季，八月，任羊鑑為征虜將軍、征討都督，帶領徐州刺史蔡豹、臨淮太守劉遐、鮮卑部段文鴦等討伐徐龕。
太興三年（公元320年），羊鑒頓兵下邳不前，蔡豹在檀丘擊敗徐龕，徐龕敗後向後趙請求援兵，後趙王石勒派王伏都及張敬支援徐龕。但徐龕因受不住石勒要求太多加上王伏都的淫亂暴行，就殺了王伏都向東晉請降。元帝因厭惡徐龕反覆不定，於是不接受其投降，命羊鑒和蔡豹進兵討伐。羊鑒因怯懼而不肯前進。尚書令刁協上疏彈劾羊鑑，敕令免除職務，饒其不死，蔡豹代為指揮軍隊。王導因為自己薦舉的人選不當，自請貶職，元帝不同意。

### 王敦之亂
太寧二年（公元324年），王敦知自己不久人世，向時任少府的羊鑒和王應要求在他死後要先置文武百官才辦喪事。不久王敦病逝。
王敦叛亂時，晉明帝因羊鑑是王敦之舅，素來關係又密切，稍微受到嫌忌責備。

### 晚年生涯
晉成帝即位後，羊鑒參與征討蘇峻，因功封為豐城縣侯，調任光祿勳，卒於任上。

## 家庭

### 父
- 羊濟，匈奴中郎將。

### 兄
- 羊煒，歷任太僕、兗徐二州刺史。[7]

## 延伸阅读
[在维基数据编辑]
 《晉書·卷081》，出自房玄齡《晉書》